# Cyperus betchei
Cyperus betchei är en halvgräsart som först beskrevs av Georg Kükenthal, och fick sitt nu gällande namn av Stanley Thatcher Blake. Cyperus betchei ingår i släktet papyrusar, och familjen halvgräs.

## Underarter
Arten delas in i följande underarter:
- C. b. betchei
- C. b. commiscens